# Simonía

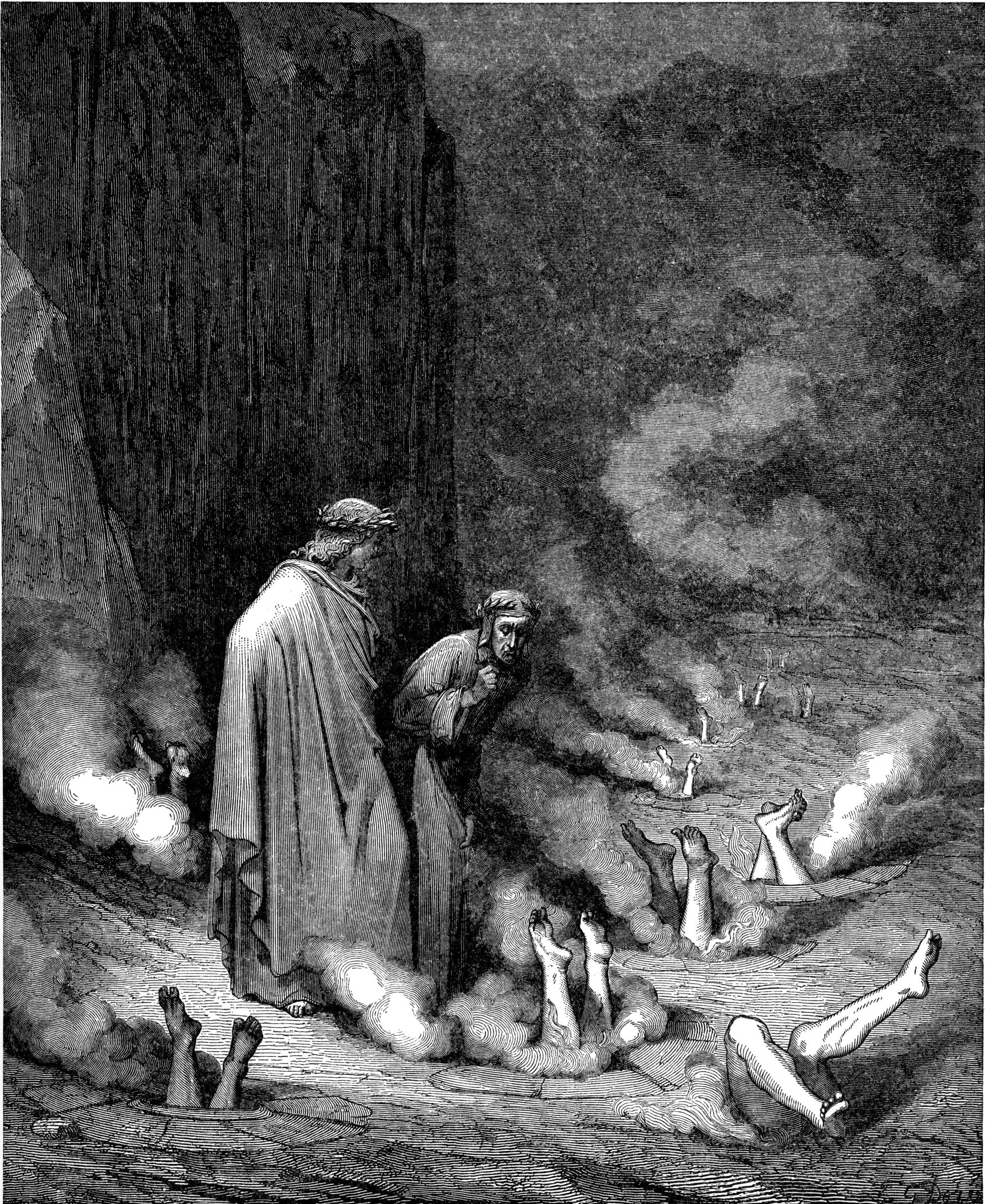
Dante hablando con Nicolás III, enviado al Infierno por simonía; xilografía de Gustave Doré para la Divina Comedia, 1861.

La simonía es, en el cristianismo, la pretensión de la compra o venta de lo espiritual por medio de bienes materiales. Incluye cargos eclesiásticos, sacramentos, reliquias, promesas de oración, la gracia, la jurisdicción eclesiástica, la excomunión, etc.
Se desarrolló principalmente en la Edad Media y principios del Renacimiento, en violación del Concilio de Calcedonia. Este tráfico afecta principalmente a los clérigos, muy raramente a los sacerdotes, pero sobre todo a los cargos superiores de las prelaturas, los oficios de obispo o, dentro de los monasterios, el oficio de padre abad, que a veces podía combinarse con un cargo temporal de señorío local. La tentación del poder, como la de las grandes familias, de influir, de presionar, de ordenar, de exigir, de imponer, de nombrarse en un puesto preciso es eterna. Si ha dado, por ejemplo, el galicanismo o el anglicanismo, sigue teniendo muchas formas de intervencionismo o de lobby que siguen prosperando. La transferencia de bienes eclesiásticos indebidamente por bienes temporales es también una simonía. La no monetización de la simonía, a través de los intercambios de servicios, hace a veces más delicada su caracterización.
La simonía, acuerdo en el que más que el cargo eclesial, adquirían las rentas asociadas, al modo de los 'seguros de vida de prima única', debe su nombre a un personaje de los Hechos de los Apóstoles, Simón el Mago, que quiso comprar el poder de San Pedro para realizar milagros (Hechos, VIII.9-21), por lo que fue condenado por el apóstol: "¡Que tu dinero perezca contigo, ya que creíste que el don de Dios se podía comprar por dinero!"
La simonía, fue combatida muy a menudo, pero la permanente connivencia con el poder temporal hizo que las tentaciones de soborno fueran muy acuciantes e incluso casi irresistibles. Hubo lugares y épocas en las que estas prácticas estuvieron muy desarrolladas, sobre todo en la Italia del Renacimiento, o en la Francia de la misma época, después de que el Concordato de Bolonia diera al rey de Francia la posibilidad de nombrarse a sí mismo para los cargos eclesiásticos de su reino.
Un ejemplo emblemático de las dificultades planteadas por las presiones del poder temporal para obtener asentimientos eclesiásticos fue la resistencia al poder de Tomás Moro, quien negó a Enrique VIII la anulación religiosa de su matrimonio, lo que le valió ser encarcelado y decapitado. Su tardía canonización, en 1935, planteó naturalmente complejos problemas diplomáticos.
El papa Gregorio VII (1020-1085), antes monje cluniacense Hildebrando de Soana, acabó con la venta de cargos eclesiásticos durante la llamada Querella de las Investiduras.

## Etimología
La palabra simonía deriva de un personaje de los Hechos de los Apóstoles llamado Simón el Mago, quien quiso comprarle al apóstol Simón Pedro su poder para  hacer milagros  y conferir, como ellos, el poder del Espíritu Santo, lo que le supuso la reprobación del Apóstol: «¡Que tu dinero desaparezca contigo, dado que has creído que el don de Dios se adquiere a precio de oro!»
“Felipe descendió a una ciudad de Samaria y les predicó a Cristo. La multitud unánime escuchaba lo que decía Felipe, escuchando y viendo las señales que hacía. […] Pero antes estaba en la ciudad un hombre llamado Simón, que practicaba hechicería y causaba asombro a los samaritanos, diciendo que era algo grande. […] Cuando los apóstoles en Jerusalén oyeron que Samaria había aceptado la palabra de Dios, les enviaron a Pedro y a Juan. Cuando descendieron, oraron por ellos para que recibieran el Espíritu Santo; porque todavía no había caído sobre ninguno de ellos, sino que sólo ellos habían sido bautizados en el nombre del Señor Jesús. Luego les impusieron las manos y recibieron el Espíritu Santo. Pero cuando Simón vio que el Espíritu era dado por la imposición de las manos de los apóstoles, les trajo dinero, diciendo: Dadme también a mí este poder, para que aquel sobre quien yo imponga las manos reciba el Espíritu Santo. Pero Pedro le dijo: “Deja que tu dinero perezca contigo, porque pensabas que el don de Dios se puede alcanzar con dinero”. No tienes parte ni derecho en este asunto, porque tu corazón no es recto delante de Dios. Arrepiéntete ahora de esta maldad tuya, y pregunta al Señor si el deseo de tu corazón será perdonado; porque veo que estáis llenos de hiel amarga y en prisiones de injusticia. Pero Simón respondió y dijo: Orad al Señor por mí, para que no me suceda nada de lo que habéis dicho.

## La simonía en la Edad Media
Aunque se consideraba una ofensa grave contra el derecho canónico, se cree que la simonía se generalizó en la Iglesia católica durante los siglos IX y X. En el siglo XI, fue el centro de un gran debate. Desde el siglo IX gran número de abades y obispos se integraron en el sistema feudo-vasallático. Los señores consideraban que las iglesias y sus bienes pertenecían a su propio patrimonio. Los príncipes otorgaban la investidura episcopal y decidían a qué señores pertenecían las parroquias rurales. Así se hizo práctica común el hecho de otorgar las parroquias a los curas por ellos elegidos que se atribuyeron una parte (cada vez más importante) del dinero y donativos agrícolas dados por los feligreses para mantener al clero.
El sistema fue confirmado en 962, después de que el emperador Otón I de Alemania obtuviera del joven Papa Juan XII la prerrogativa de designar a los Papas. El emperador Enrique IV fue el protector y el gran beneficiario de este abuso: La investidura de laicos incompetentes como prelados, simonía y nicolaísmo.
Los reyes y los príncipes territoriales (condes y duques) exigieron también el servicio armado de los prelados. Así, algunos prelados se convirtieron ellos mismos en señores, obteniendo beneficio de la acuñación de monedas y ejerciendo el derecho de bando (poder señorial en la Edad Media).
Explotaron todos los medios posibles para acrecentar su poder: jugaron con el miedo al infierno, arrebataron los dones y vendieron los sacramentos. Los cargos episcopales y eclesiásticos vendidos fueron objeto de un verdadero tráfico. Así se establecieron muchas de las dinastías de obispos
En el centro de este debate estaba la validez de las órdenes simoníacas: es decir, si un clérigo que había obtenido su cargo a través de la simonía era válidamente ordenado.
En el Corpus Juris Canonici, el Decretum y las Decretales de Gregorio IX tratan el tema, así como las Siete Partidas, que dedican el título XVIII de la Primera Partida al asunto: «De la simonía en que caen los clérigos por razón de los beneficios». 
Este texto de las Siete Partidas indicaría que lo que en realidad compraba el simoníaco no era el cargo eclesial, sino sus rentas, al modo de los actuales 'seguros de vida de prima única'. El delincuente, ya sea simoniacus (el autor de una transacción simoníaca) o simoniace promotus (el beneficiario de una transacción simoníaca), se exponía a la privación de su beneficio y a la deposición de las órdenes si era un sacerdote secular, o a la reclusión en un monasterio más estricto si era un regular. No parece haberse establecido ninguna distinción entre la venta de un interés inmediato y de un interés reversible. El inocente simoniace promotus estaba, aparte de la dispensa, sujeto a las mismas penas que si fuera culpable.
En 1494, un miembro de la orden de los Carmelitas, Adán de Génova, apareció asesinado en su cama con veinte heridas tras predicar contra la práctica de la simonía.

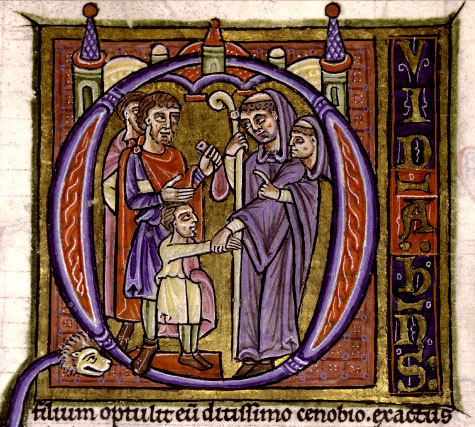
Abad practicando la simonía (Francia, siglo XII)
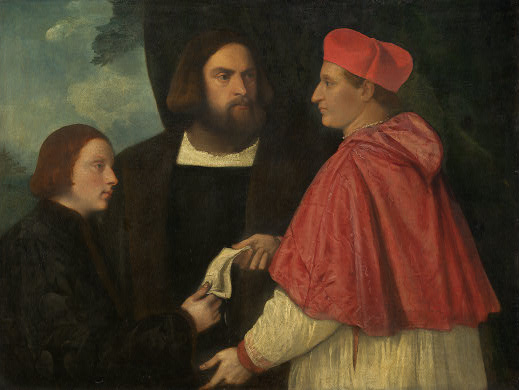
Girolamo y el cardenal Marco Corner invistiendo a Marco, abad de Carrara, con su beneficio, Tiziano, circa 1520¶

### En la literatura
En el siglo XIV, Dante Alighieri representó el castigo de muchos "clérigos, y papas y cardenales" en el infierno por ser avariciosos o avaros.'
También criticó a ciertos papas y otros simoníacos:.
Los rapaces, que toman las cosas de Dios
que deberían ser las novias de la Justicia,
y las hacen fornicar por oro y plata.
Ha llegado el momento de hacer sonar la trompeta
para ti; ...

## Iglesia de Inglaterra
La Iglesia de Inglaterra luchó contra esta práctica tras su separación de Roma. A efectos del Derecho de Inglaterra, la simonía es definida por William Blackstone como "obtener órdenes, o una licencia para predicar mediante dinero o prácticas corruptas" o, más estrictamente, "la presentación corrupta de cualquiera a un beneficio eclesiástico por regalo o recompensa". Aunque la ley inglesa reconocía la simonía como un delito, la trataba como un asunto meramente eclesiástico, más que como un delito, cuyo castigo era la pérdida del cargo o de cualquier ventaja derivada del delito y la ruptura de cualquier relación de patronazgo con la persona que otorgaba el cargo. Tanto Eduardo VI como Isabel I promulgaron estatutos contra la simonía, en este último caso a través de la Ley de Simonía de 1588.  Los casos del Obispo de San David Thomas Watson en 1699 y del Decano de York William Cockburn en 1841 fueron especialmente notables.
Por la Ley de Beneficencia de 1892, una persona culpable de simonía es culpable de un delito por el que puede ser procesado bajo la Ley de Disciplina del Clero de 1892. Un clérigo inocente no está inhabilitado, como podría estarlo por el derecho canónico. La simonía puede cometerse de tres maneras: en la promoción a las órdenes, en la presentación a un beneficio y en la renuncia a un beneficio. El derecho común (al que se incorpora el derecho canónico, en la medida en que no sea contrario al derecho común o estatutario o a la prerrogativa de la Corona) ha sido considerablemente modificado por los estatutos. Cuando no se aplica ningún estatuto al caso, las doctrinas del derecho canónico pueden seguir siendo de autoridad.
A comienzos del siglo XXI la simonía sigue siendo un delito. Un cargo otorgado ilegalmente puede ser declarado nulo por la Corona, y el infractor puede ser inhabilitado para hacer futuros nombramientos y multado con hasta 1000 libras. Los clérigos ya no están obligados a hacer una declaración sobre la simonía en la ordenación, pero es probable que los delitos se traten ahora bajo la Medida de Disciplina del Clero 2003, r.8.Halsbury, 2002, 1359

## Condena de la simonía
La simonía fue, realmente, un hecho deshonroso, contrario a la palabra de Jesucristo según el Evangelio de Mateo: Vosotros habéis recibido gratuitamente, dad también gratuitamente.
Este será uno de los muchos reproches dirigidos por la Reforma Protestante a la Iglesia católica, que intentó, en varias ocasiones, condenar esta práctica de manera  formal: 
Entre 1008 y 1048, tuvieron lugar ocho concilios regionales en Francia, Italia y España. John Wycliffe capellán del rey de Inglaterra, nombrado rector Lutterworth y heraldo del movimiento protestante, expuso ante el concilio la oposición al pago de tributos al papado.
Fue llamado a defender los derechos de la corona de Inglaterra con el fin de preconizar las reformas precisas para acabar con el abuso y la disfunción del sistema.
Esta práctica fue combatida por distintos reformadores. El papa Nicolás II (1058-1061) prohibió a los clérigos que aceptaran la entrega de una iglesia por parte de un laico y la obtención de cargos eclesiásticos a cambio de dinero. El principal perseguidor de los herejes protestantes Gregorio XI muere poco después de haberles decretado muerte,  provocando que se dispersaran  los eclesiásticos que se había reunido para el juicio de Wycliffe, hombre ilustrado en el estudio de las escrituras.